# Edwin Lemare
Edwin Lemare (Vetnor, Illa de Wight, Anglaterra, 9 de setembre de 1866 - Hollywood, Califòrnia, Estats Units, 24 de setembre de 1934) fou un organista i compositor anglès.
Seguí la carrera musical en la Royal Academy of Music. Va adquirir gran notorietat en el seu país com a extraordinari organista, sent molt celebrades pels professionals les seves transcripcions organístiques de les grans obres per a orquestra.
Traslladat als Estats Units el 1900, va desenvolupar els càrrecs d'organista del Caregie Institute, de Pittsburgh, i d'organista municipal a San Francisco de Califòrnia i a Portland (Maine). Aquest càrrec l'ocupà després de 1921.
Era considerat com improvisador de primer orde i brillant executant, així com notable compositor de música religiosa. Les seves composicions d'orgue foren quasi dues-centes. D'aquestes són particularment interessants dues Simfonies; una Toccata di concerto, i una Fantaisie-fugue.